# Ə (латиниця)

Ə (Шва) — різновид голосного звука, який трапляється в деяких мовах. Символ, який позначає цей звук у Міжнародній фонетичній абетці — ə (e, обернене на 180°). Його прикладом може бути той звук, який відповідає літері e у англ. taken.

## Кодування
| Графема | HTML  | Юнікод |
| ------- | ----- | ------ |
| Ə       | &#399 | U+018F |
| ə       | &#601 | U+0259 |